# Paralycus longior
Paralycus longior är en kvalsterart som beskrevs av Fan, Li och Xuan 1996. Paralycus longior ingår i släktet Paralycus och familjen Pediculochelidae. Inga underarter finns listade i Catalogue of Life.